# سيلفيو برانكو
سيلفيو برانكو (بالإيطالية: Silvio Branco)‏ (26 أغسطس 1966 بتشيفيتافيكيا في إيطاليا - ) هو ملاكم إيطالي، صنّف ضمن فئة الوزن المتوسط والوزن المتوسط السوبر ‏ والوزن الثقيل الخفيف ‏.

## إحصائيات
خاض خلال مسيرته 77 نزالا، فاز في 63 وتعادل في 3 وخسر في 11. فاز بالضربة القاضية في 37 نزالا.

## روابط خارجية
- سيلفيو برانكو على موقع بوكس ريك (الإنجليزية) (registration required)
- سيلفيو برانكو على موقع CONI honoured athlete website (الإيطالية)